# Kapisztrán Szent János-templom
A Kapisztrán Szent János-templom egy templom Budapest II. kerületében. A templom az Alsó Törökvész út-Törökvész út-Eszter utca-Vérhalom utca-Tövis utca csomópont mellett, a Tövis utca kiágazásánál  található.

## Története
A kis méretű templom, mely az Országúti ferences plébánia filiája, Sai-Halász Antal tervei alapján 1949–1950 között épült. Előzménye a Margit körúti templomtól a Rózsadombra felvezető keresztúti stációk végénél emelkedő 17. századi Veronika-kápolna volt, amely az ostrom alatt elpusztult.
A második világháborút követő időszak talán utolsóként épülő új templomát a kortárs egyházművészet legjelesebb alkotóinak (Molnár C. Pál, Pleidell János, Jeges Ernő, Metky Ödön, Búza Barna, Kontuly Béla, Kontulyné Fuchs Hajnalka) freskói (falképei), szobrai és üvegablakai díszítik.

## Galéria

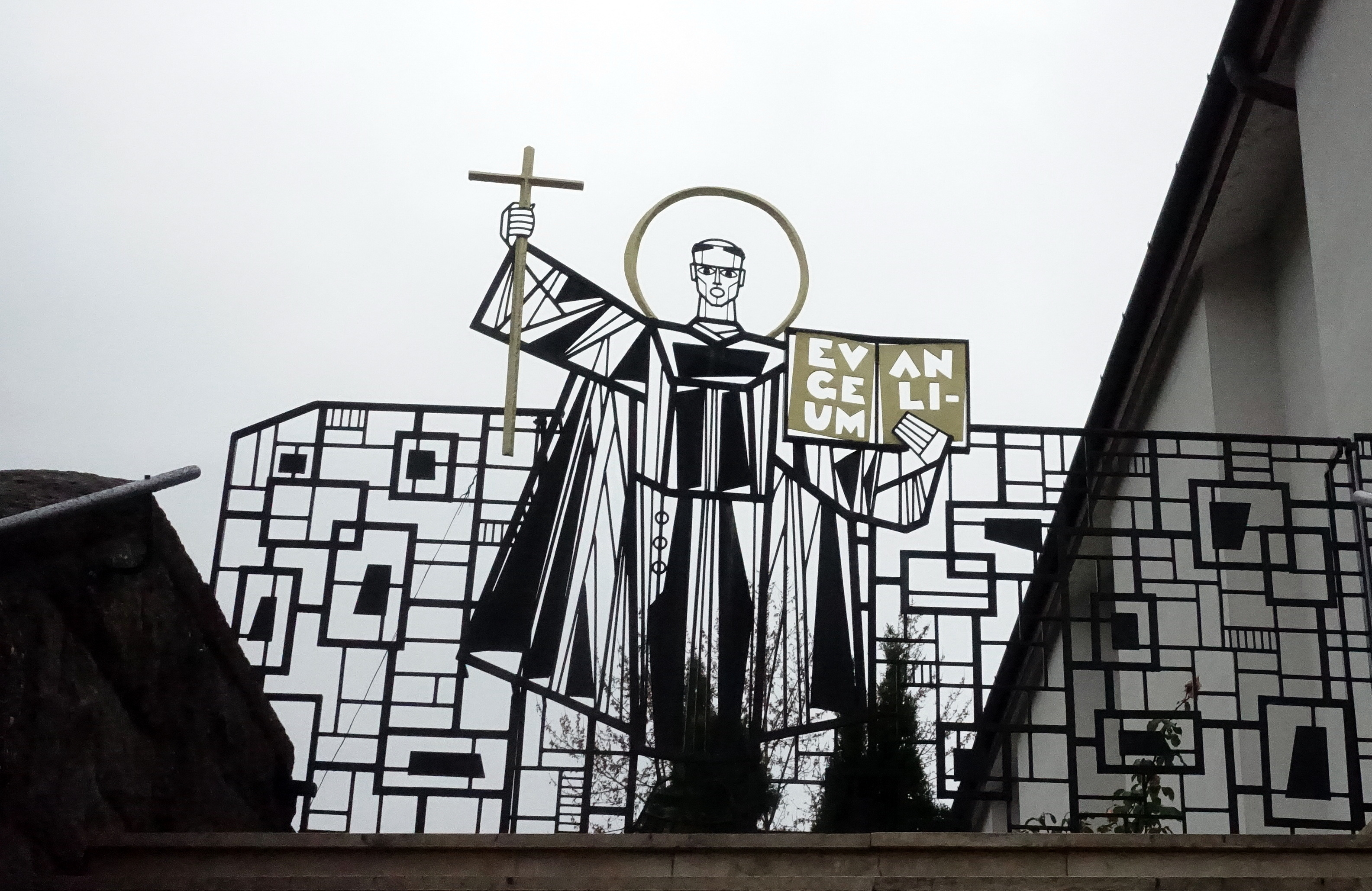
Kovácsolt vas kapu
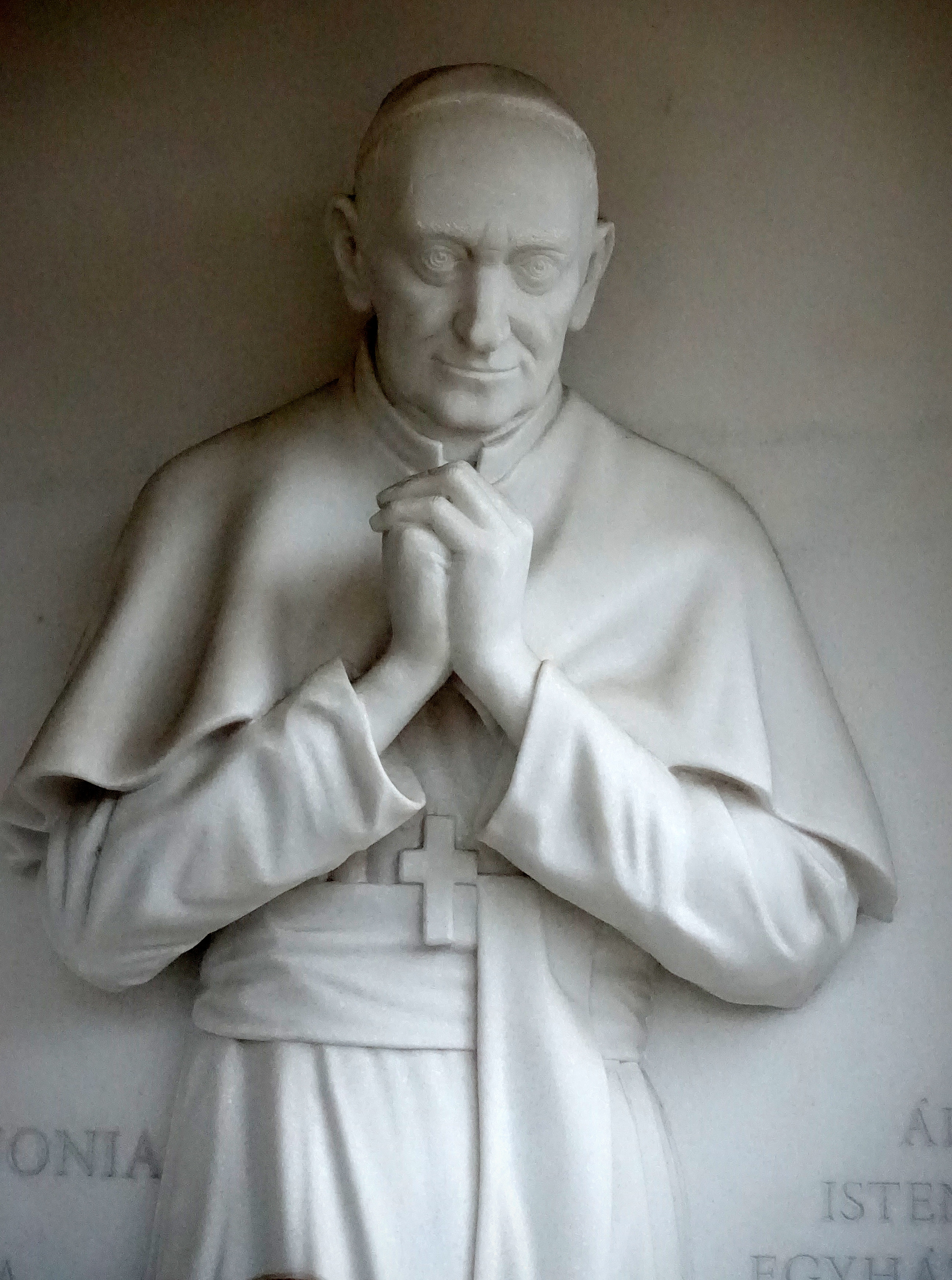
Mindszenthy dombormű, Párkányi Péter műve
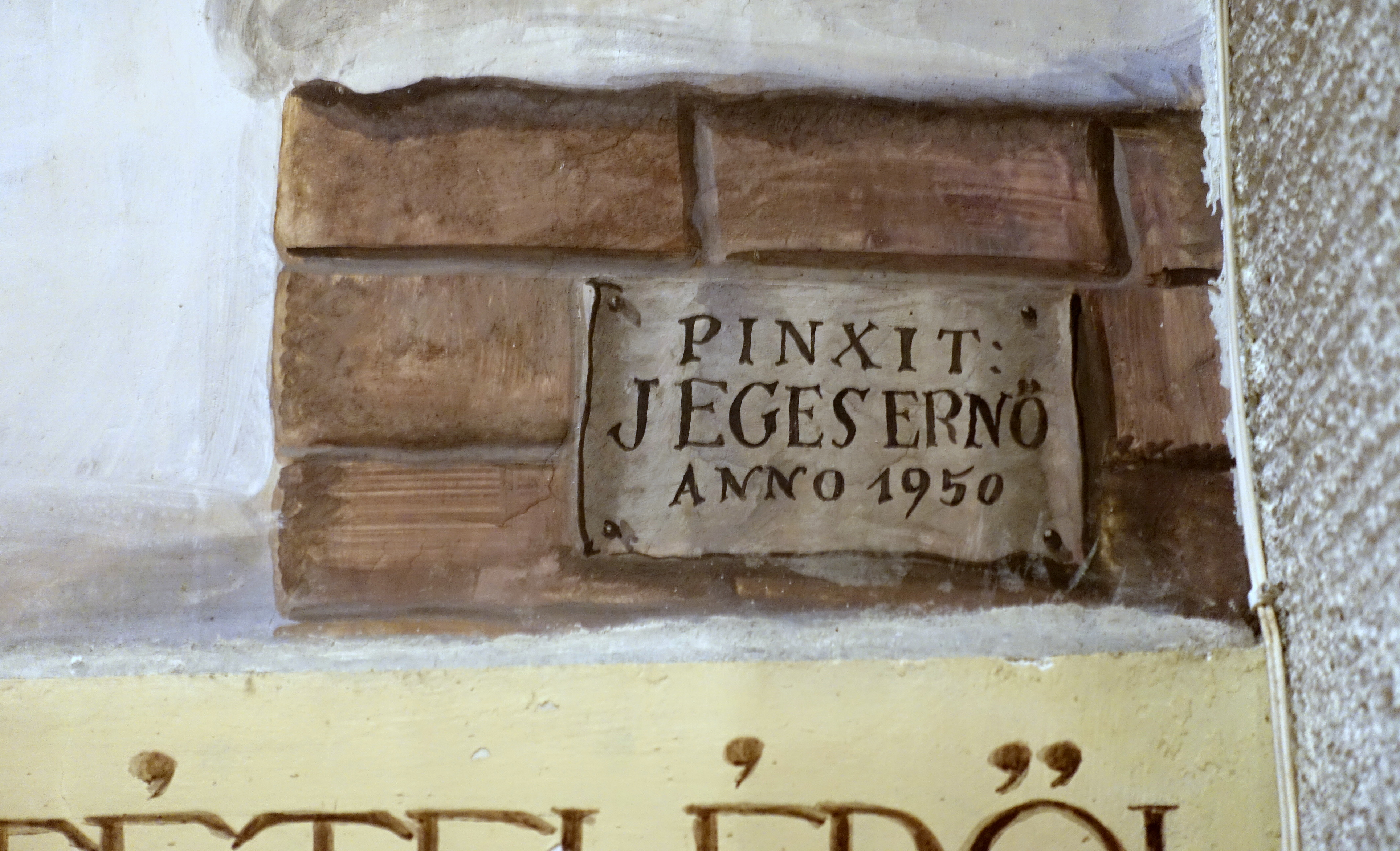
Szent Erzsébet falkép alján - Jeges Ernő szignója
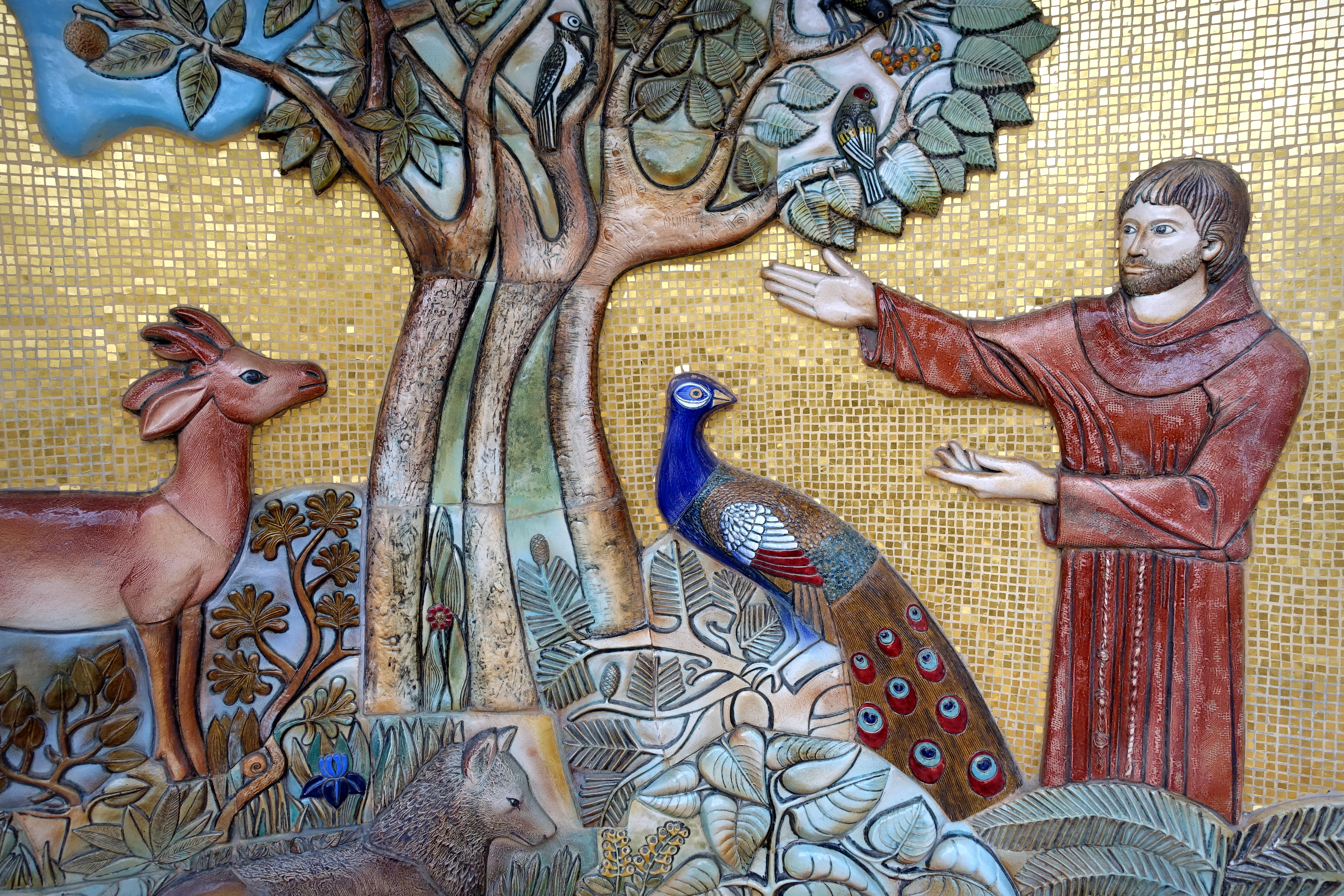
Szent Ferenc az állatoknak prédikál - kerámia és mozaik alkotás a templom külső falánál